# Dantumadeel
Dantumadiel – gmina w Holandii, w prowincji Fryzja. Na terenie gminy znajduje się kilka miejscowości: Damwâld, De Westereen, Feanwâlden, Broeksterwâld, Rinsumageast, Wâlterswâld, Driezum, De Falom, Readtsjerk oraz Sibrandahûs.